# Villefranque (Pyrénées-Atlantiques)
Villefranque (baskisch Milafranga) ist eine französische Gemeinde mit 2957 Einwohnern (Stand: 1. Januar 2022) im Département Pyrénées-Atlantiques in der Region Nouvelle-Aquitaine. Villefranque gehört zum Arrondissement Bayonne und ist Teil des Kantons Nive-Adour (bis 2015: Kanton Saint-Pierre-d’Irube). Die Einwohner werden Milafrangar genannt.

## Geografie
Villefranque liegt etwa sechs Kilometer südsüdöstlich von Bayonne am Nive. Umgeben wird Villefranque von den Nachbargemeinden Bayonne im Norden und Nordwesten, Saint-Pierre-d’Irube im Norden, Mouguerre im Osten und Nordosten, Jatxou im Süden und Südosten, Ustaritz im Süden und Südwesten sowie Bassussarry im Westen.

## Bevölkerungsentwicklung
| Einwohner                                                  | 1.284 | 1.292 | 1.477 | 1.395 | 1.378 | 1.066 | 944 | 1.020 | 1.029 | 1.123 | 1.375 | 1.570 | 1.742 | 2.129 | 2.370 |
| Ab 1962 offizielle Zahlen ohne Einwohner mit Zweitwohnsitz |       |       |       |       |       |       |     |       |       |       |       |       |       |       |       |

## Sehenswürdigkeiten

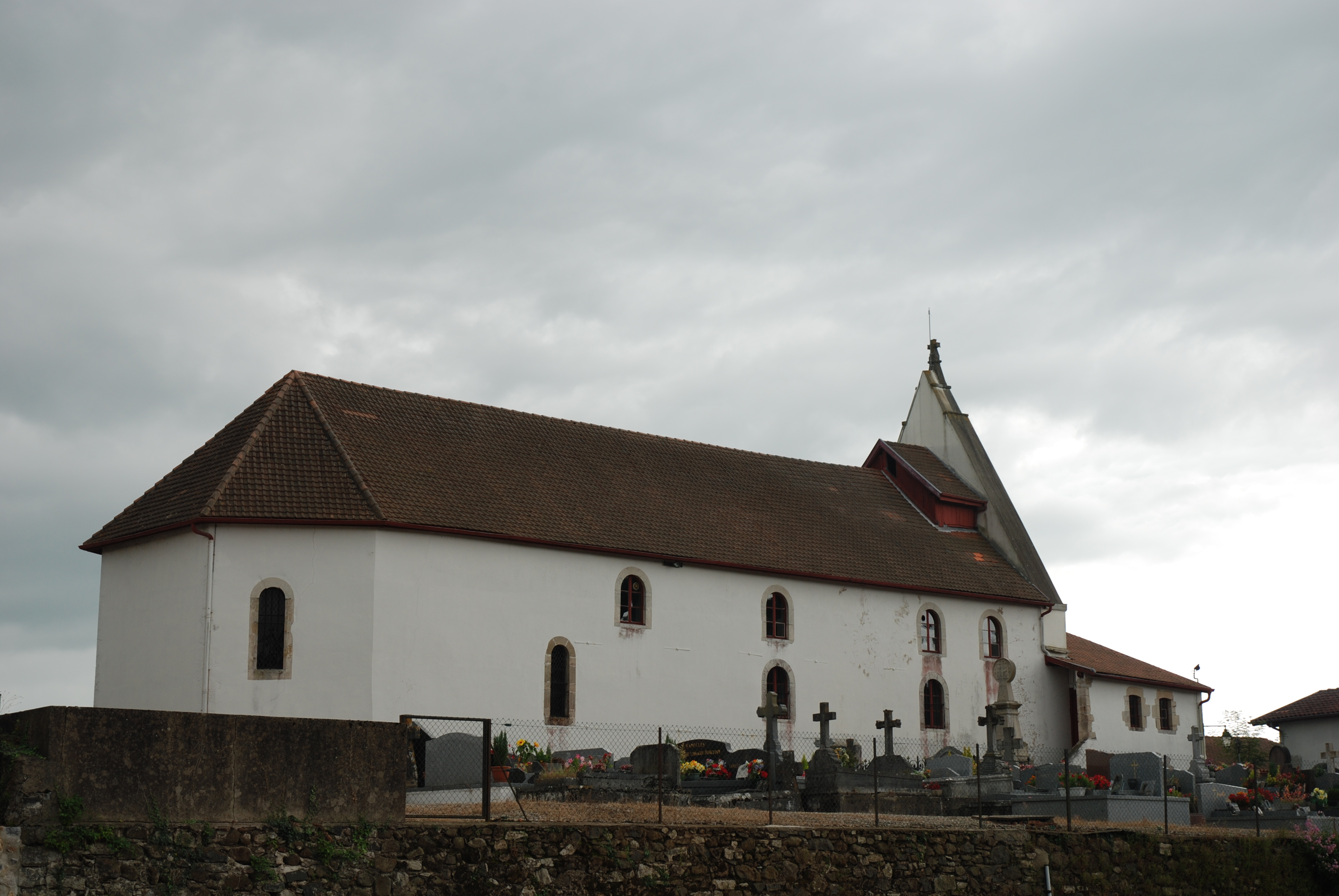
Kirche Saint-Jean-Baptiste

- Kirche Saint-Jean-Baptiste, Monument historique
- Grabstelen

## Persönlichkeiten
- Jean Saint-Pierre (1884–1951), römisch-katholischer Weihbischof in Karthago
- Julián de Ajuriaguerra (1911–1993), Psychoanalytiker